# Caracara
 For alternative betydninger, se Caracara (flertydig). (Se også artikler, som begynder med Caracara)
Caracara (Caracara plancus) er en stor, langbenet rovfugl, der lever i det sydlige Sydamerika, hvor den er temmelig almindelig. Den har et vingefang på op til 132 centimeter. Fuglen også blevet kaldt stribet gribbefalk.
Caracaraen blev tidligere opdelt i to underarter, der nu menes at være forskellige arter. Den anden art er stor caracara (Caracara cheriway), der er udbredt fra det sydlige USA ned til det nordlige Sydamerika. Desuden fandtes indtil begyndelsen af 1900-tallet den nu uddøde Guadalupecaracara på den mexicanske ø Guadalupe i Stillehavet .
Til forskel fra de fleste andre arter i falkefamilien finder den ofte sin føde på jorden, hvor den oftest lever af ådsler.